# みやき町立中原中学校
みやき町立中原中学校（みやきちょうりつ なかばるちゅうがっこう）は、佐賀県三養基郡みやき町大字簑原にある町立中学校。

## 概要
歴史
1947年（昭和22年）の学制改革の際に、新制中学校として創立。数回の統合・改組・改称を経て、現校名になったのは2005年（平成17年）。2022年（令和4年）に創立75周年を迎えた。
校章
中央に「中」の文字を配している。
校歌
1953年（昭和28年）に制定。作詞は宮﨑安一、作曲は池内友次郎による。歌詞は3番まであり、歌詞中に校名は登場しない。
校区
住所表記で「三養基郡みやき町」の後に「簑原・原古賀」が続く全域。小学校区はみやき町立中原小学校。

## 沿革
- 1947年（昭和22年）
  - 4月1日 - 学制改革が行われる。
    - 中原村国民学校の初等科が、新制小学校中原村立中原小学校」（6年制）に改組・改称。
    - 中原村国民学校の高等科が青年学校普通科とともに、新制中学校「中原村立中原中学校」（3年制）に改組され、当初小学校に併置される。

  - 5月3日 - 開校式を挙行。生徒数241名。
- 1948年（昭和23年）3月31日 - 青年学校が廃止される。
- 1949年（昭和24年）5月 - 中学校校舎（第一期工事）が完成し、一部生徒が移転。
- 1950年（昭和25年）5月 - 中学校校舎（第二期工事）が完成。
- 1953年（昭和28年）4月27日	- 校歌を制定。
- 1954年（昭和29年）5月1日 - 運動場を拡張。
- 1956年（昭和31年）
  - 4月 -  国立佐賀療養所内に養護学級を設置。
  - 5月 - 講堂兼体育館が完成。
- 1967年（昭和42年）4月1日 - 特殊学級を設置。
- 1971年（昭和46年）
  - 1月 - 校旗を制定。
  - 4月1日 - 町制施行により、「中原町立中原中学校」に改称。
- 1975年（昭和50年）
  - 8月 - 第一棟が完成。
  - 9月 - 新校舎へ移転を完了。
- 1976年（昭和51年）
  - 3月 - 第二棟が完成。
  - 5月 - 鉄筋コンクリート造3階建て校舎2棟（管理棟、特別教室）が完成。
- 1977年（昭和52年）3月31日 - 佐賀県立中原養護学校新設に伴い、養護学級を廃止。
- 1978年（昭和53年）8月 - プール・部室が完成。
- 1980年（昭和55年）1月 - 技術室が完成。
- 1982年（昭和57年）3月 - 体育館が完成。
- 1987年（昭和62年）3月31日 - 特殊学級を閉鎖。
- 1993年（平成5年）9月 - 陶芸釜が完成。
- 1994年（平成6年）
  - 4月1日 - 特殊学級を再設。
  - 8月 - クラブハウスが完成。
- 2005年（平成17年）3月1日 - 町制施行により、「みやき町立中原中学校」（現校名）と改称。
- 2006年（平成18年）9月4日 - 完全給食を開始。三根給食センターからの配送方式となる。
- 2012年（平成24年）8月 - 全普通教室にエアコンを設置。
- 2013年（平成25年）
  - 8月 - 校舎内トイレを洋式化。
  - 9月 - 授業用の電子黒板を全普通教室及び特別教室に設置。

タブレットPCを導入
令和2年8月6日
- 2021年（令和3年）
  - 3月 - タブレットパソコン1人1台導入。
  - 11月9日 - プールを改修。
- 2022年（令和4年）4月1日 - セレクトフリー制服を導入。

## 交通
最寄りの鉄道駅
- JR九州 長崎本線 「中原駅」

最寄りの幹線道路
- 国道34号

## 周辺

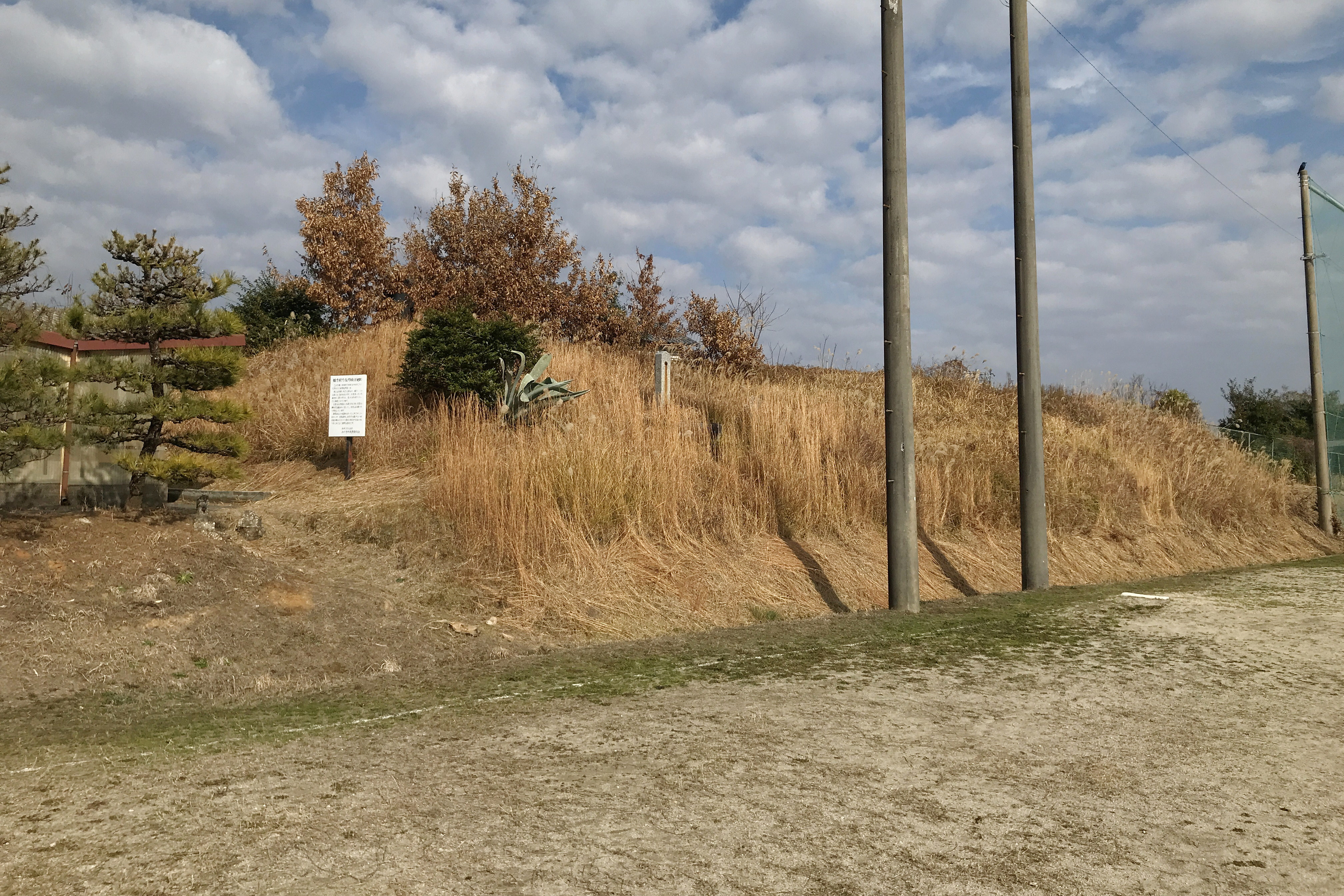
姫方前方後円墳

- 風の子保育園
- 姫方前方後円墳
- 姫方天満宮

## 参考資料
- 「中原町史」（1982年（昭和57年）3月, 中原町史編纂委員会）p.403～408